# Ryszard Walewski
Ryszard Walewski, właściwie Abram Lewi ps. „Jurek” (ur. 17 sierpnia 1906, zm. 1971) – żydowski lekarz, działacz ruchu oporu w getcie warszawskim, członek Żydowskiego Związku Wojskowego (ŻZW), uczestnik powstania w getcie warszawskim.

## Życiorys
Syn Luizera Lewiego i Róży z domu Jakubowicz. Ojciec był właścicielem fabryki w Kaliszu. W okresie I wojny światowej rodzinny majątek uległ zniszczeniu i rodzina tymczasowo przeniosła się do Łodzi, następnie (w 1927) Luizer Lewi zamieszkał w Gdańsku, a jego żona w Otwocku.
W 1926 ukończył gimnazjum męskie Towarzystwa Szerzenia Oświaty Technicznej wśród Żydów. Po zdaniu matury rozpoczął studia na Wydziale Filozoficznym Uniwersytetu Warszawskiego. W roku akademickim 1930/31 odbył służbę wojskową. Dyplom magistra filozofii w zakresie historii uzyskał 30 czerwca 1932 r. W 1933 został przyjęty na medycynę na Uniwersytecie Warszawskim.
We wrześniu 1939, po inwazji III Rzeszy na Polskę, znalazł się we Lwowie, który po 17 września był okupowany przez Związek Radziecki. W tym mieście kształcił się we Lwowskim Instytucie Państwowym i pod koniec marca 1940 uzyskał dyplom. Na początku maja 1940 wrócił do Warszawy, by pomagać swojej rodzinie w Otwocku. Od grudnia 1940 r. przebywał w getcie warszawskim. Pracował jako lekarz rejonowy w części getta obejmującej teren ul. Wołyńskiej, Miłej oraz Zamenhoffa.
Nie przyjęty do Żydowskiej Organizacji Bojowej (ŻOB) w okresie tuż przed powstaniem w getcie warszawskim został przyjęty do Żydowskiego Związku Wojskowego. Był jednym z nielicznych bojowców ŻZW którzy przeżyli wojnę. Po wojnie w 1948, złożył obszerne zeznania podczas warszawskiego procesu gen. Jürgena Stroopa. Jego relacja przechowywana jest w Instytucie Żabotyńskiego w Tel Awiwie. Według jego przekazu przed powstaniem doszło do podziału terenu getta między ŻZW a ŻOB czego żaden inny uczestnik powstania  nie potwierdził.
W lipcu 1943 opuścił teren getta i ukrywał się po stronie aryjskiej, gdzie był narażony m.in. na szantaże. W 1944 uczestniczył w powstaniu warszawskim. W  1945 wstąpił do Polskiej Partii Robotniczej, a  po 1949  r. do Polskiej Zjednoczonej Partii Robotniczej. W 1945 pracował w sanatorium w  Otwocku. Od połowy 1945 do 1946 znalazł zatrudnienie w  Ministerstwie Bezpieczeństwa Publicznego, m.in. jako kierownik Wydziału Lekarsko-Sanitarnego Departamentu Więzień i Obozów. Z kolei od 1950 pracował w Państwowym Zakładzie Wydawnictw Lekarskich.
W listopadzie 1957 wyjechał do Izraela. Zamieszkał w Ramat Awiw. W Izraelu pracował jako lekarz, najpierw w Beer Jaakow, a następnie w Ramat Awiw. Działał na rzecz upamiętnienia ofiar Holokaustu. Artykuły poświęcone martyrologii społeczności żydowskiej publikował m.in. w  „Ma’ariv”, „Al-ha-Miszamar” oraz „Walce”, która była wydawana przez Komunistyczną Partię Izraela. Ryszard Walewski zmarł w  1971 r.
Zebrał bardzo bogate archiwum. Planował napisanie obszernej historii getta warszawskiego i żydowskiego powstania, co uniemożliwiła ciężka choroba. Finalnie zdążył napisać wspomnienia poświęcone najlepszemu przyjacielowi - Jurkowi Płońskiemu i innym powstańcom z getta. W 1976, pięć lat po jego śmierci, staraniem jego rodziny i Jerzego Płońskiego ukazało się pierwsze wydanie książki „Jurek” w wydawnictwie „Moreszet” w Tel Awiwie, w języku hebrajskim. Zadania opracowania archiwum ojca podjął się prof. dr Avi Valevski. Wydanie polskie staraniem Muzeum Getta Warszawskiego pojawiło się w 2020.